# Allomalorhagida
Allomalorhagida là một lớp thuộc ngành Kinorhyncha. Lớp này không có bộ được đề xuất, nhưng được chia thành bốn họ.
Các họ:
- Dracoderidae
- Franciscideridae
- Neocentrophyidae
- Pycnophyidae